# Tuyến Vàng (Bangkok)
Tuyến vàng là một tuyến MRT trên cao tại Băng Cốc và tỉnh Samut Prakan, Thái Lan. Tổng chiều dài tuyến là 28,7 km (17,8 mi) với 23 nhà ga với kinh phí 55 tỉ baht. Ban đầu tuyến được đề xuất vào năm 2005 bởi Văn phòng Kế hoạch và Sở Giao thông Vận tải xây dựng tuyến đường sắt ngầm dọc theo đường Lat Phrao và đoạn trên cao từ nút giao Lam Sali đến Samrong. Tuy nhiên, vào năm 2012 quyết định xây dựng tuyến monorail trên toàn tuyến để giảm chi phí.
Tuyến Vàng cung cấp dịch vụ vận chuyển dọc theo trục đường Lat Phrao đang bị tắc nghẽn nặng và hành lang đường Srinagarindra. Tuyến này liên kết với 6 tuyến khác; Tuyến MRT Xanh Dương, giao với Tuyến MRT Cam (đang xây dựng), dự án Tuyến MRT Xám và Tuyến MRT Nâu, Tuyến đường sắt sân bay (Bangkok) và cuối cùng là BTS Tuyến Sukhumvit. Như vậy, nó liên kết các trục chính của thành vô tại trung tâm Đông Bắc và khu vực phía Đông Băng Cốc.

## Danh sách nhà ga

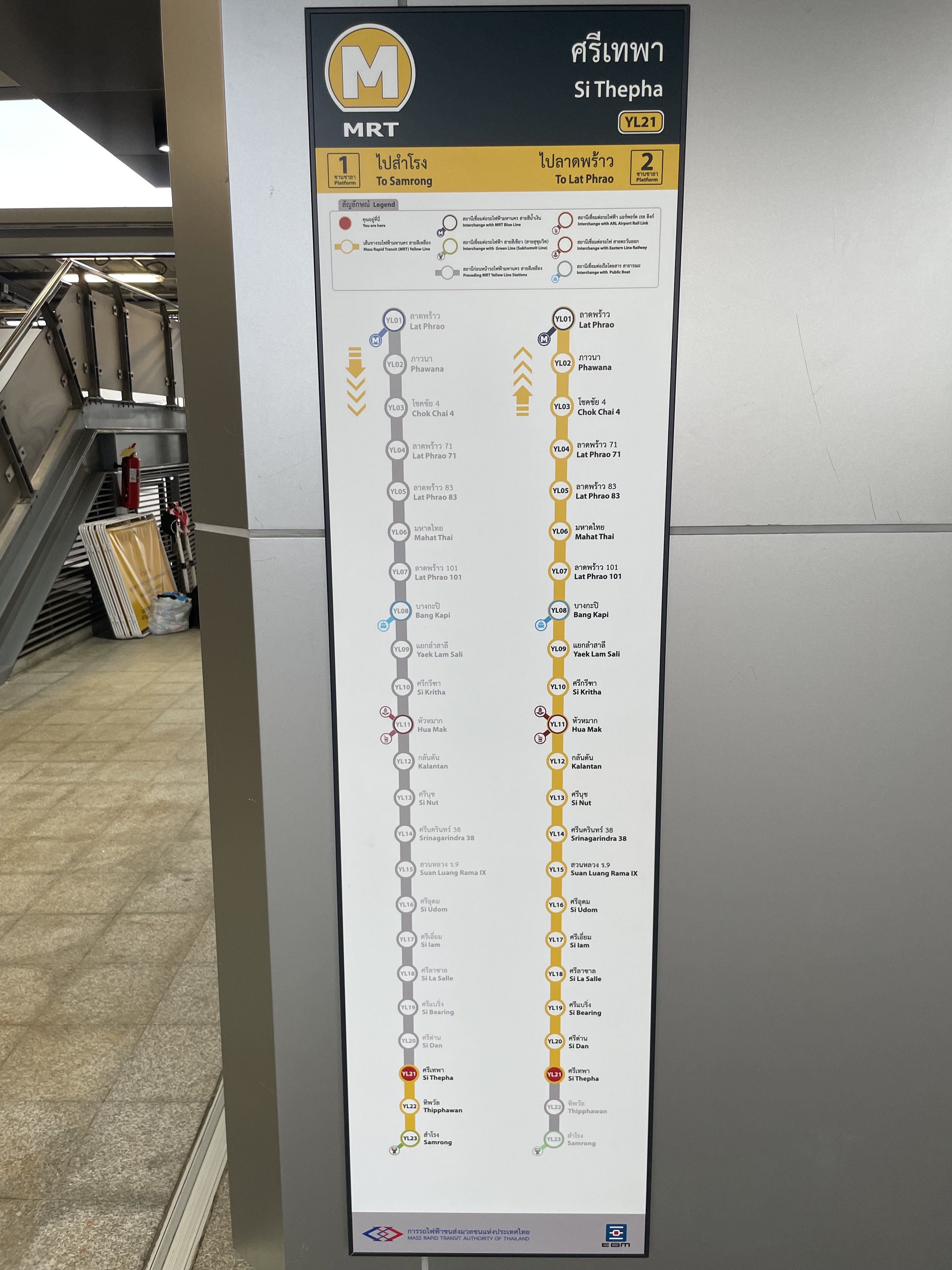
Biểu đồ tuyến tại nhà ga Si Thepha

Tuyến Vàng có chiều dài 28,7 km với 23 nhà ga.

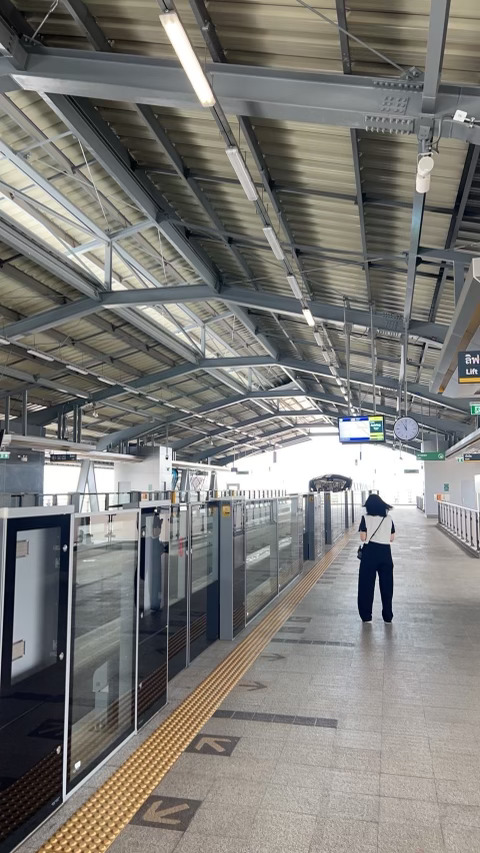
Ke ga tại Si Lasalle (YL18)

| Mã   | Tên ga             | Tên ga      | Chuyển đổi                                                        | Mở cửa                   | Tỉnh         |
| Mã   | Tiếng Anh          | Thái        | Chuyển đổi                                                        | Mở cửa                   | Tỉnh         |
| ---- | ------------------ | ----------- | ----------------------------------------------------------------- | ------------------------ | ------------ |
|      |                    |             |                                                                   |                          |              |
| YL1  | Lat Phrao          | ลาดพร้าว     | MRT Lat Phrao                                                     | Ngày 19 tháng 6 năm 2023 | Băng Cốc     |
| YL2  | Phawana            | ภาวนา       |                                                                   | Ngày 12 tháng 6 năm 2023 | Băng Cốc     |
| YL3  | Chok Chai 4        | โชคชัย 4     |                                                                   | Ngày 12 tháng 6 năm 2023 | Băng Cốc     |
| YL4  | Lat Phrao 71       | ลาดพร้าว 71  |                                                                   | Ngày 12 tháng 6 năm 2023 | Băng Cốc     |
| YL5  | Lat Phrao 83       | ลาดพร้าว 83  | MRL Chalong Rat (dự án)                                           | Ngày 12 tháng 6 năm 2023 | Băng Cốc     |
| YL6  | Mahat Thai         | มหาดไทย     |                                                                   | Ngày 12 tháng 6 năm 2023 | Băng Cốc     |
| YL7  | Lat Phrao 101      | ลาดพร้าว 101 |                                                                   | Ngày 12 tháng 6 năm 2023 | Băng Cốc     |
| YL8  | Bang Kapi          | บางกะปิ      |                                                                   | Ngày 12 tháng 6 năm 2023 | Băng Cốc     |
| YL9  | Yaek Lam Sali      | แยกลำสาลี    | MRT Yaek Lam Sali (đang xây dựng) MRT Chalong Rat (đang thiết kế) | Ngày 12 tháng 6 năm 2023 | Băng Cốc     |
| YL10 | Si Kritha          | ศรีกรีฑา      |                                                                   | Ngày 12 tháng 6 năm 2023 | Băng Cốc     |
| YL11 | Hua Mak            | หัวหมาก      | SRT Hua Mak (đấu thầu năm 2023) ARL Hua Mak                       | Ngày 3 tháng 6 năm 2023  | Băng Cốc     |
| YL12 | Kalantan           | กลันตัน       |                                                                   | Ngày 3 tháng 6 năm 2023  | Băng Cốc     |
| YL13 | Si Nut             | ศรีนุช        |                                                                   | Ngày 3 tháng 6 năm 2023  | Băng Cốc     |
| YL14 | Srinagarindra 38   | ศรีนครินทร์ 38 |                                                                   | Ngày 3 tháng 6 năm 2023  | Băng Cốc     |
| YL15 | Suan Luang Rama IX | สวนหลวง ร.9 |                                                                   | Ngày 3 tháng 6 năm 2023  | Băng Cốc     |
| YL16 | Si Udom            | ศรีอุดม       |                                                                   | Ngày 3 tháng 6 năm 2023  | Băng Cốc     |
| YL17 | Si Iam             | ศรีเอี่ยม      | BTS (dự án)                                                       | Ngày 3 tháng 6 năm 2023  | Băng Cốc     |
| YL18 | Si La Salle        | ศรีลาซาล     |                                                                   | Ngày 3 tháng 6 năm 2023  | Băng Cốc     |
| YL19 | Si Bearing         | ศรีแบริ่ง      |                                                                   | Ngày 3 tháng 6 năm 2023  | Samut Prakan |
| YL20 | Si Dan             | ศรีด่าน       |                                                                   | Ngày 3 tháng 6 năm 2023  | Samut Prakan |
| YL21 | Si Thepha          | ศรีเทพา      |                                                                   | Ngày 3 tháng 6 năm 2023  | Samut Prakan |
| YL22 | Thipphawan         | ทิพวัล        |                                                                   | Ngày 3 tháng 6 năm 2023  | Samut Prakan |
| YL23 | Samrong            | สำโรง       | BTS Samrong                                                       | Ngày 3 tháng 6 năm 2023  | Samut Prakan |
|      |                    |             |                                                                   |                          |              |